# Municipal'noe obrazovanie Belogorskoe
La Municipal'noe obrazovanie Belogorskoe (in russo Муниципальное образование «Белогорское» (Архангельская область)?) è un insediamento rurale del Cholmogorskij rajon, situato nell'Oblast' di Arcangelo, nella Russia nordoccidentale. Il suo centro amministrativo è il villaggio di Belogorskij. Al 2011, la popolazione dell'insediamento era di 816 abitanti.

## Insediamenti
- Belogorskij
- Verchnjaja Palen'ga
- Palen'ga